# Informationsteknik
Informationsteknik, IT, är ett samlingsbegrepp för de möjligheter som skapats genom framsteg inom datateknik och telekommunikation. IT-utbildning på högskolenivå, oftast till systemvetare, civilingenjör eller högskoleingenjör, är numera ett vanligt inslag på högskolor och universitet. Begreppet etablerades i branschen åren 1992–1994 som en reaktion på nya möjligheter att hantera kommunikation, bilder och ljud med dator. Ett äldre svenskt uttryck för IT är automatisk databehandling (ADB).

## Informations- och kommunikationsteknik
Informations- och kommunikationsteknik (IKT) (eng. Information and Communication Technology, ICT), är den del av IT som bygger på kommunikation mellan människor. Det finns IKT-avdelningar på många högskolor som ger mer specifikt IT-stöd än vad IT-avdelningen normalt levererar. Distansutbildningar bygger mycket på användandet av IKT.
I vissa kommuner har man också börjat anställa IKT-pedagoger som arbetar med att stödja lärarna att få in arbetet med IKT mer på skolorna.
IKT-forskningen, och utveckling av såväl IKT-relaterad hårdvara, mjukvara som tjänster, har blivit allt mer angeläget i takt med att samhälle och näringsliv digitaliseras. Frågor som t.ex. ökad nätkapacitet, öppna data och integritet följer i digitaliseringens spår.

## Exempel på informationsteknik
- Internet
- E-post
- Intranät
- Telefax
- Telefoni
- Radio
- Television